# Гафаров, Антон Ильдусович
Антон Ильдусович Гафаров (4 февраля 1987 года, Ханты-Мансийск) — российский лыжник, призёр этапа Кубка мира и чемпионата России. Мастер спорта международного класса. Специализируется в спринте.

## Карьера
В Кубке мира Гафаров дебютировал 16 декабря 2007 года, в январе 2009 года единственный раз в карьере попал в тройку лучших на этапе Кубка мира, в спринте. Кроме подиума имеет на своём счету 17 попаданий в тридцатку лучших на этапах Кубка мира, 15 в личном спринте и 2 в командном. Лучшим достижением Гафарова в общем итоговом зачёте Кубка мира является 63-е место в сезоне 2011/12. В сезоне 2010/11 стал победителем в общем итоговом зачёте Восточноевропейского Кубка.
За свою карьеру принимал участие в одном чемпионате мира, на чемпионате мира 2009 года в Либереце занял 42-е место в спринте свободным стилем. 
Участвовал в Олимпиаде 2014 Сочи.